# Litzendorf
Litzendorf este o comună aflată în districtul Bamberg, landul Bavaria, Germania.

### Galerie de imagini

Litzendorf
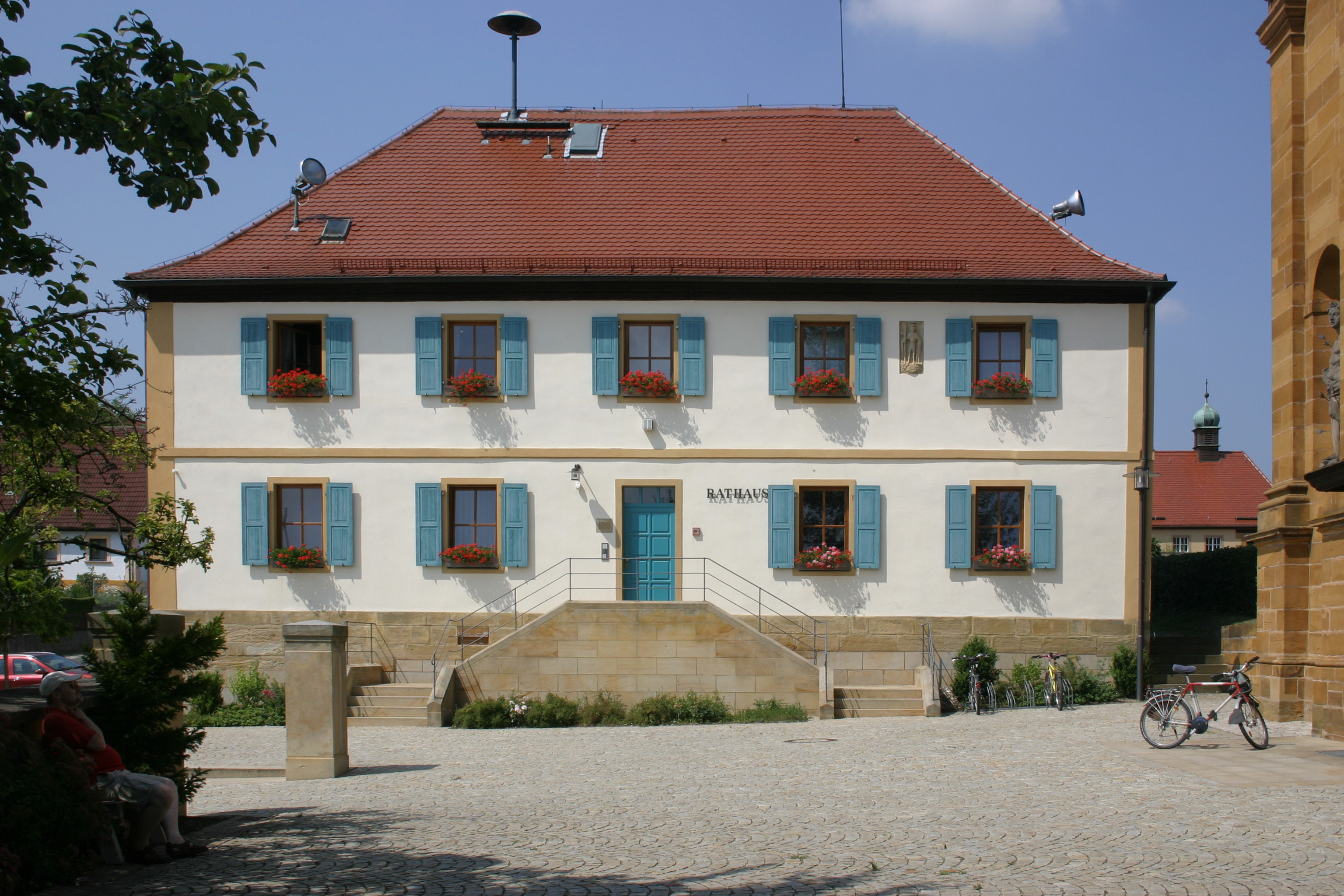
Primărie
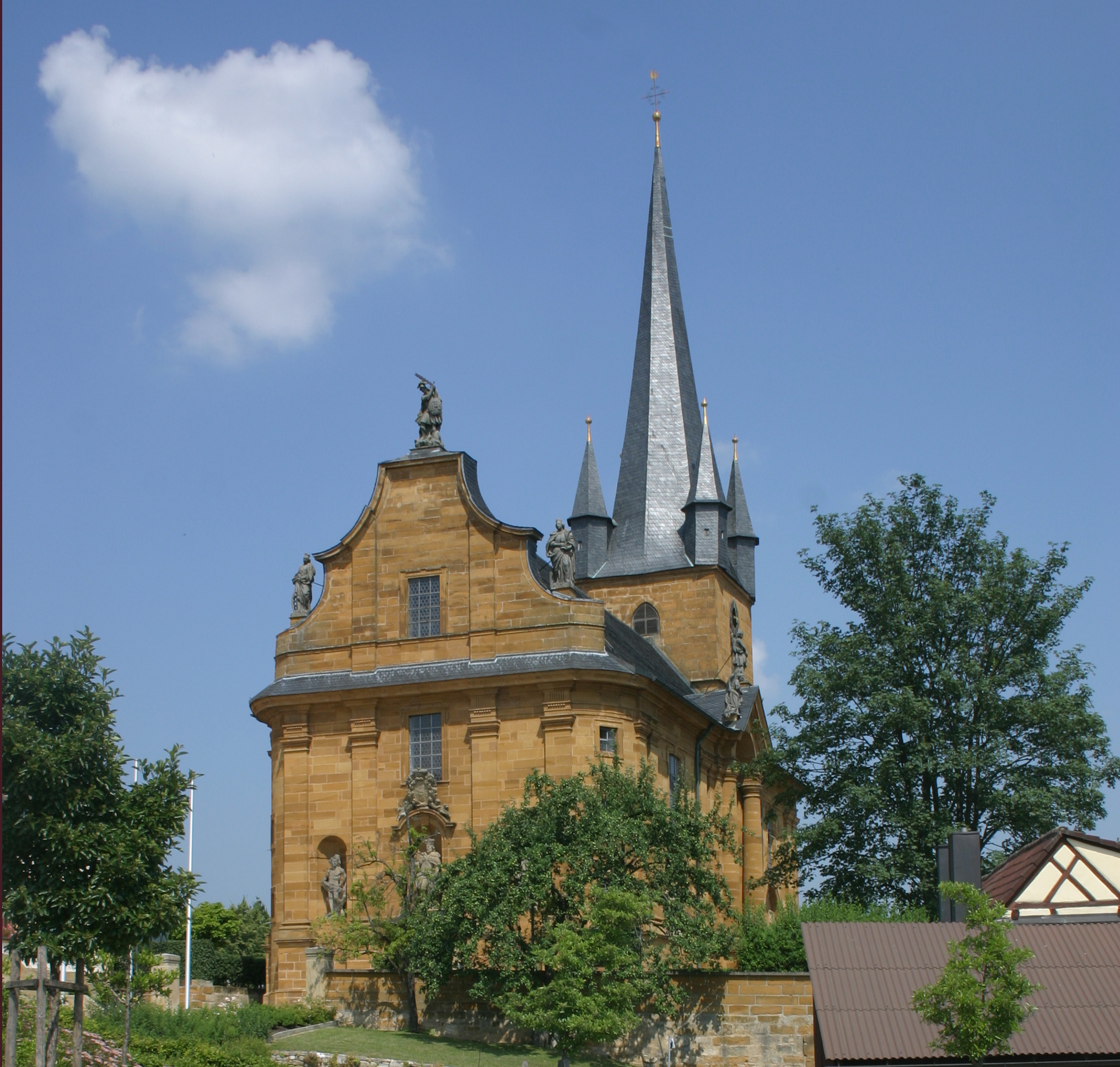
Biserica Sf. Venceslau
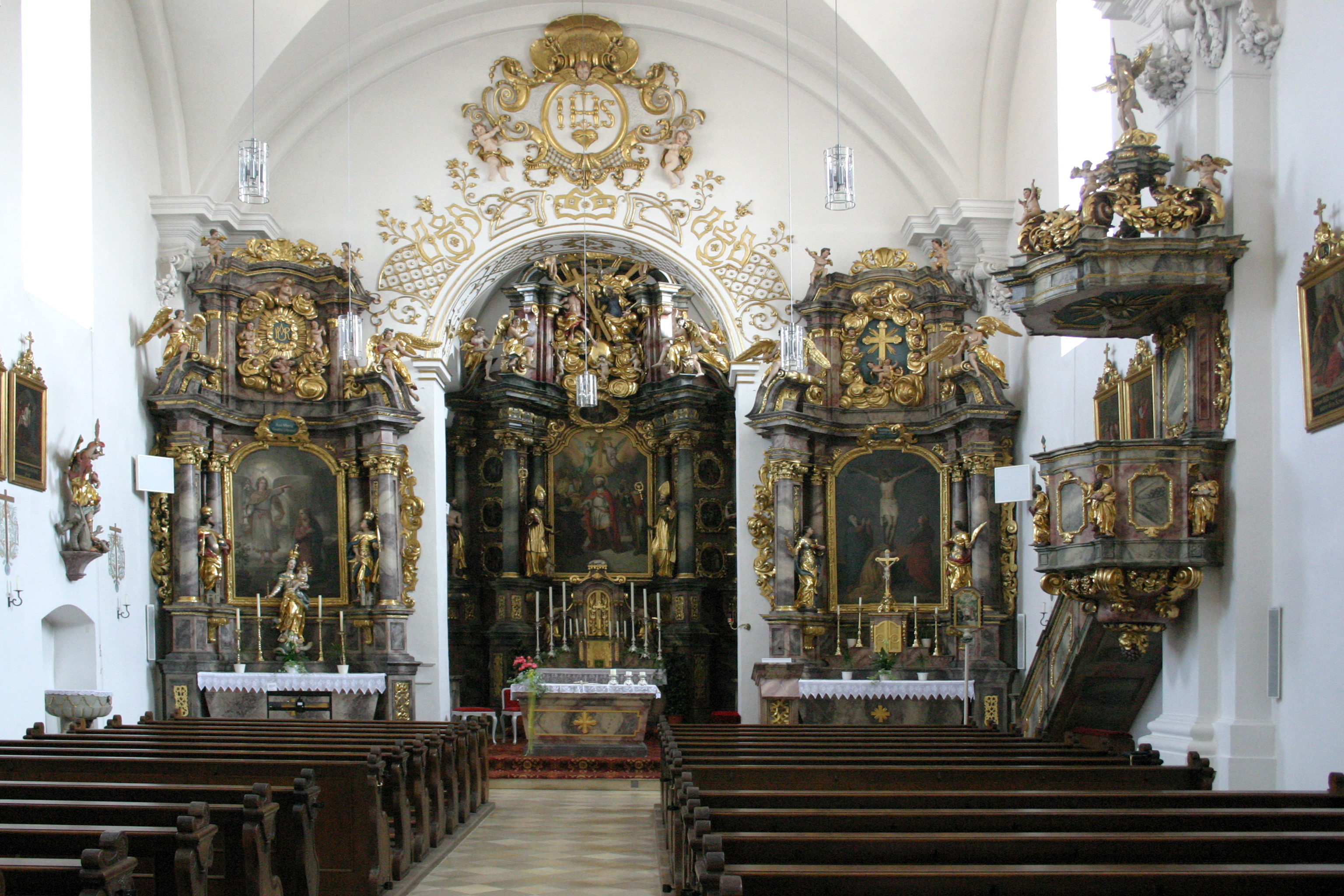
Biserica Sf. Venceslau
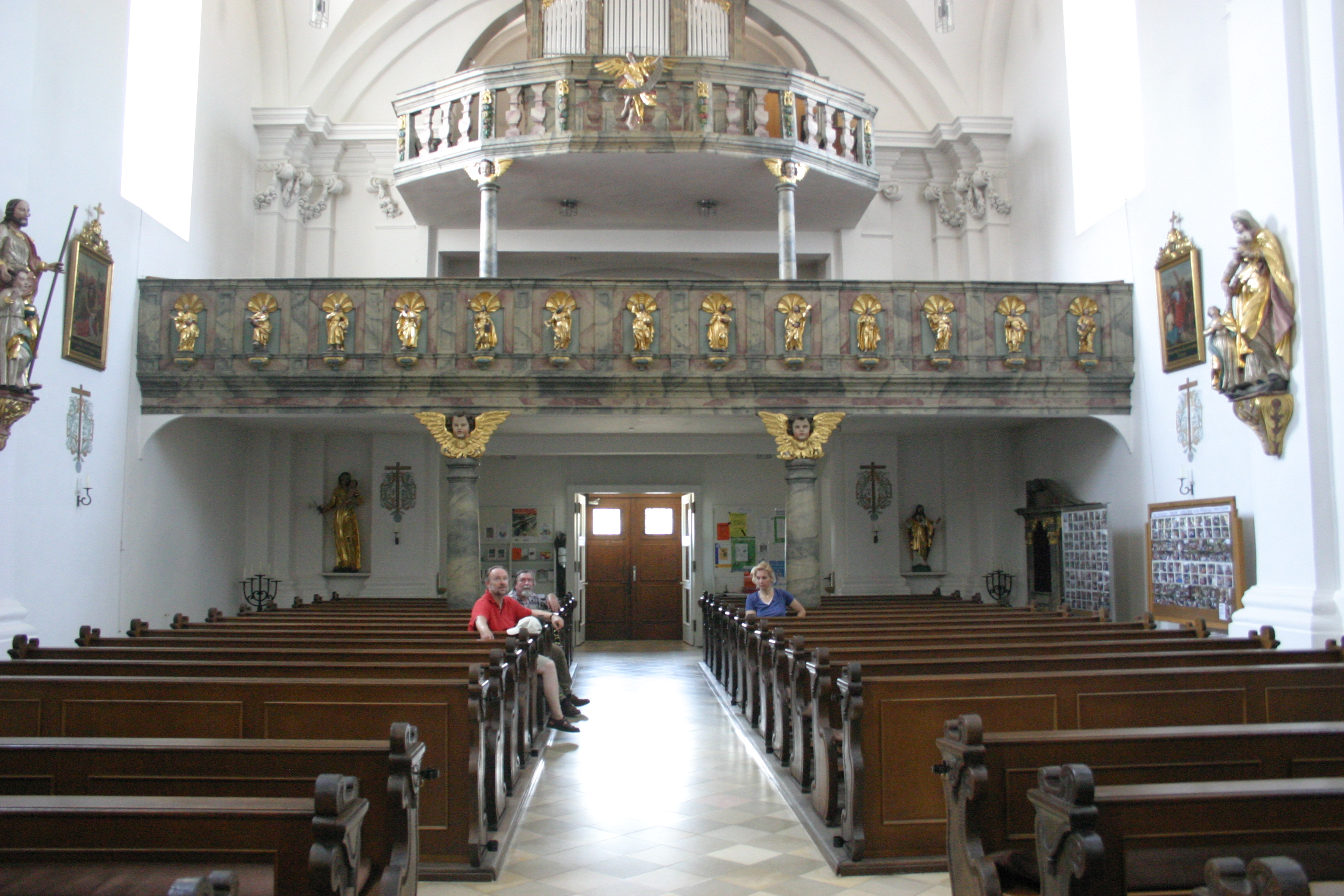
Biserica Sf. Venceslau
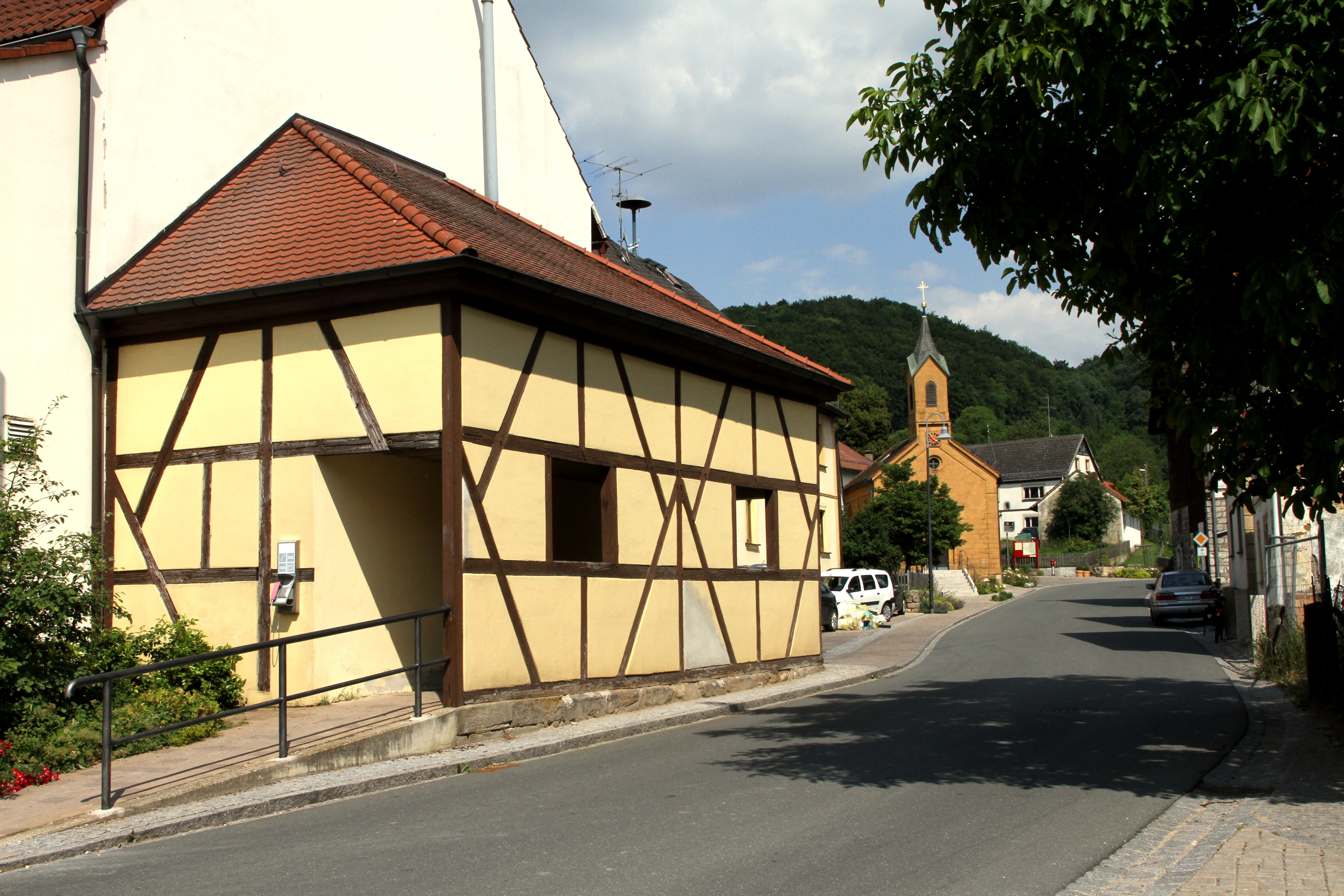
Tiefenellern, districtul Litzendorf
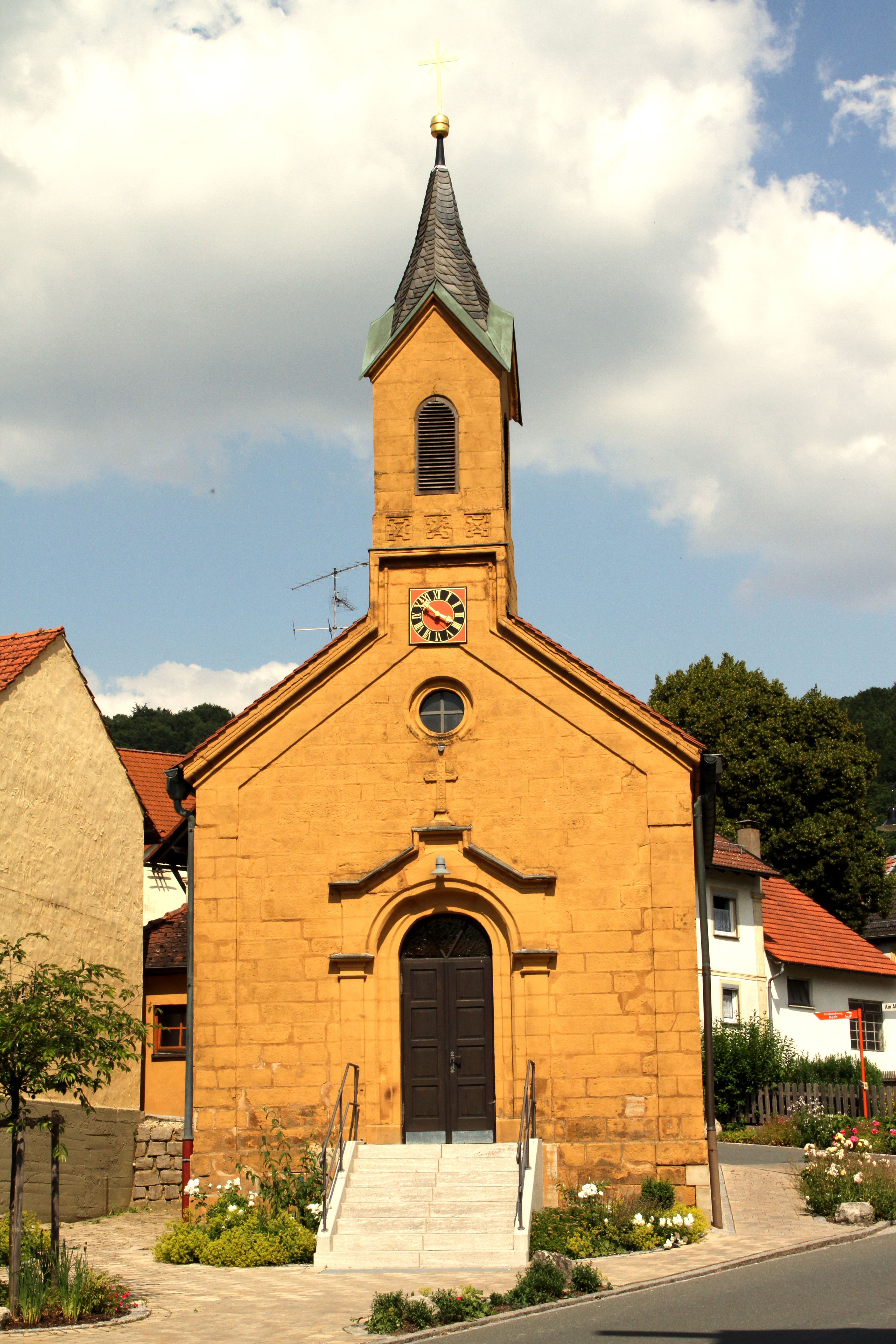
Capela Nașterea Maicii Domnului
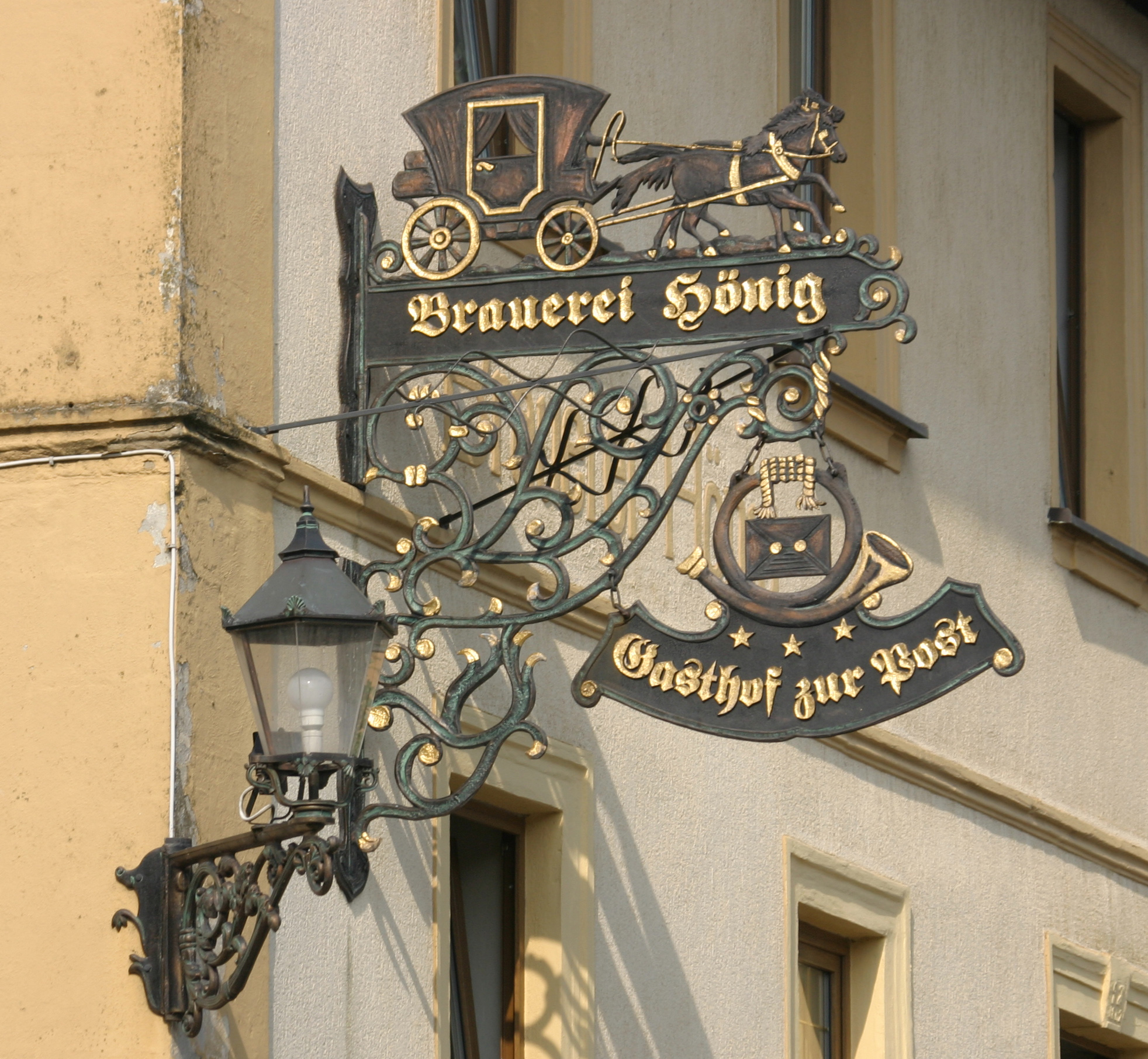
Restaurant până la oficiul poștal
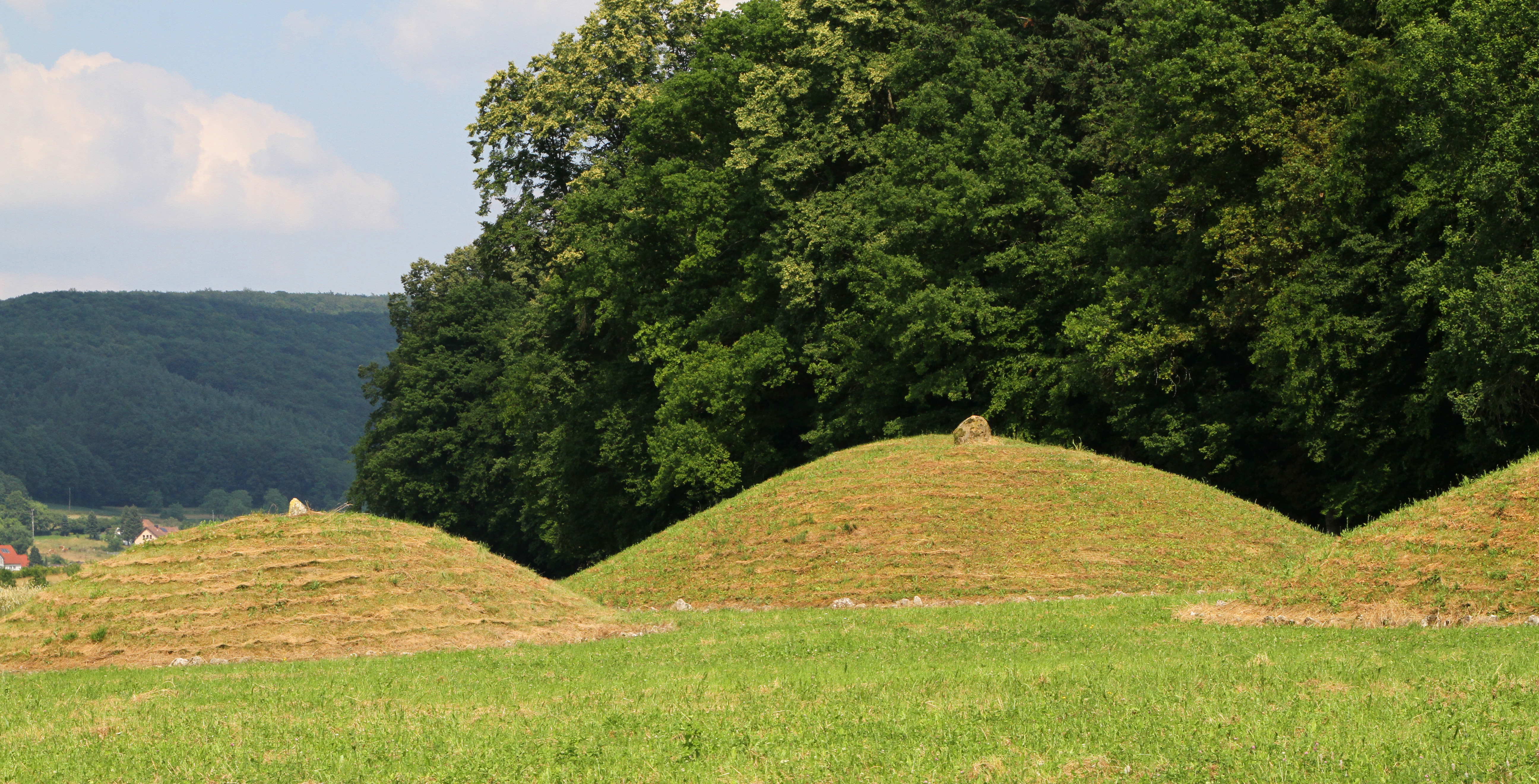
Înmormântare celtică